# Infraestrutura do Nordeste do Brasil
Infraestrutura, para a economia, é todo aparato de condições que permite que haja a produção de bens e serviços, bem como o seu fluxo entre vendedor e comprador, tais como as comunicações, os transportes (vias, veículos, tráfego), a eletricidade e combustíveis (produção, distribuição, manutenção de rede), o saneamento básico (fornecimento de água potável, rede de esgotos), entre outros, de uma cidade ou região. Estes elementos, no seu todo, podem ser designados de infraestruturas civis, infraestruturas municipais ou obras públicas, se bem que possam ser desenvolvidas e geridas tanto pela iniciativa privada como por empresas públicas. No Nordeste do Brasil, essa infraestrutura está em estágio de construção e expansão constantes.

## Recursos hídricos
A questão hídrica é fundamental para o funcionamento de empresas e indústrias, bem como para a fixação da população ao local. Nesse aspecto, o Nordeste do Brasil recebeu e recebe vários aportes de investimentos principalmente nos últimos cem anos para minimizar os efeitos das secas, bem como para controlar a vazão dos rios durante a época das chuvas através da construção de açudes, barragens, diques e canais.

### Maiores açudes, barragens e reservatórios
| Açude                              | Localização     | Estado              | Capacidade (m³) | Conclusão |
| ---------------------------------- | --------------- | ------------------- | --------------- | --------- |
| Lago de Sobradinho                 | Sobradinho      | Bahia               | 34,1 bilhões    | 1974      |
| Barragem de Itaparica              | Petrolândia     | Pernambuco          | 10,7 bilhões    | 1988      |
| Açude Castanhão                    | Alto Santo      | Ceará               | 6,7 bilhões     | 2003      |
| Barragem da Pedra do Cavalo        | Cachoeira       | Bahia               | 4,6 bilhões     | 1985      |
| Barragem Armando Ribeiro Gonçalves | Assu            | Rio Grande do Norte | 2,4 bilhões     | 1983      |
| Açude Orós                         | Orós            | Ceará               | 2,1 bilhões     | 1961      |
| Açude Arrojado Lisboa              | Banabuiú        | Ceará               | 1,7 bilhão      | 1966      |
| Açude Estevam Marinho              | Coremas         | Paraíba             | 1,4 bilhão      | 1942      |
| Usina Hidrelétrica de Moxotó       | Delmiro Gouveia | Alagoas             | 1,2 bilhão      | 1975      |
| Açude Araras                       | Varjota         | Ceará               | 1 bilhão        | 1958      |

## Transportes

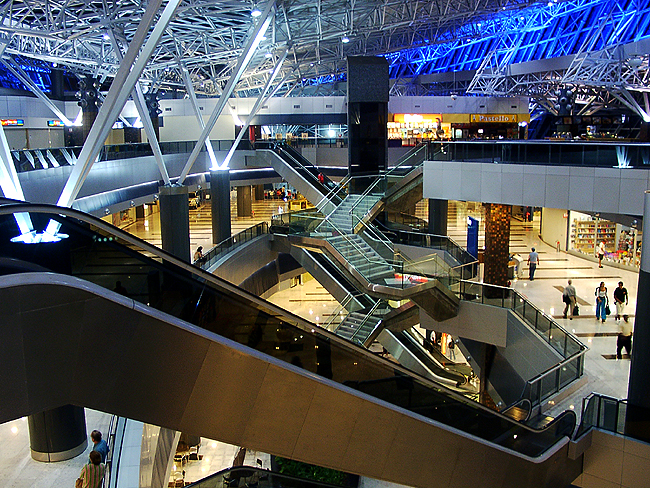
O Aeroporto Internacional do Recife é o maior e mais movimentado aeroporto do Norte-Nordeste do Brasil.

A malha viária da região tem 394.700 km de rodovias. As principais vias de escoamento e transporte rodoviário da região são a BR-116 e a BR-101, tendo a cidade de Feira de Santana, na Bahia, como o mais importante entroncamento rodoviário.

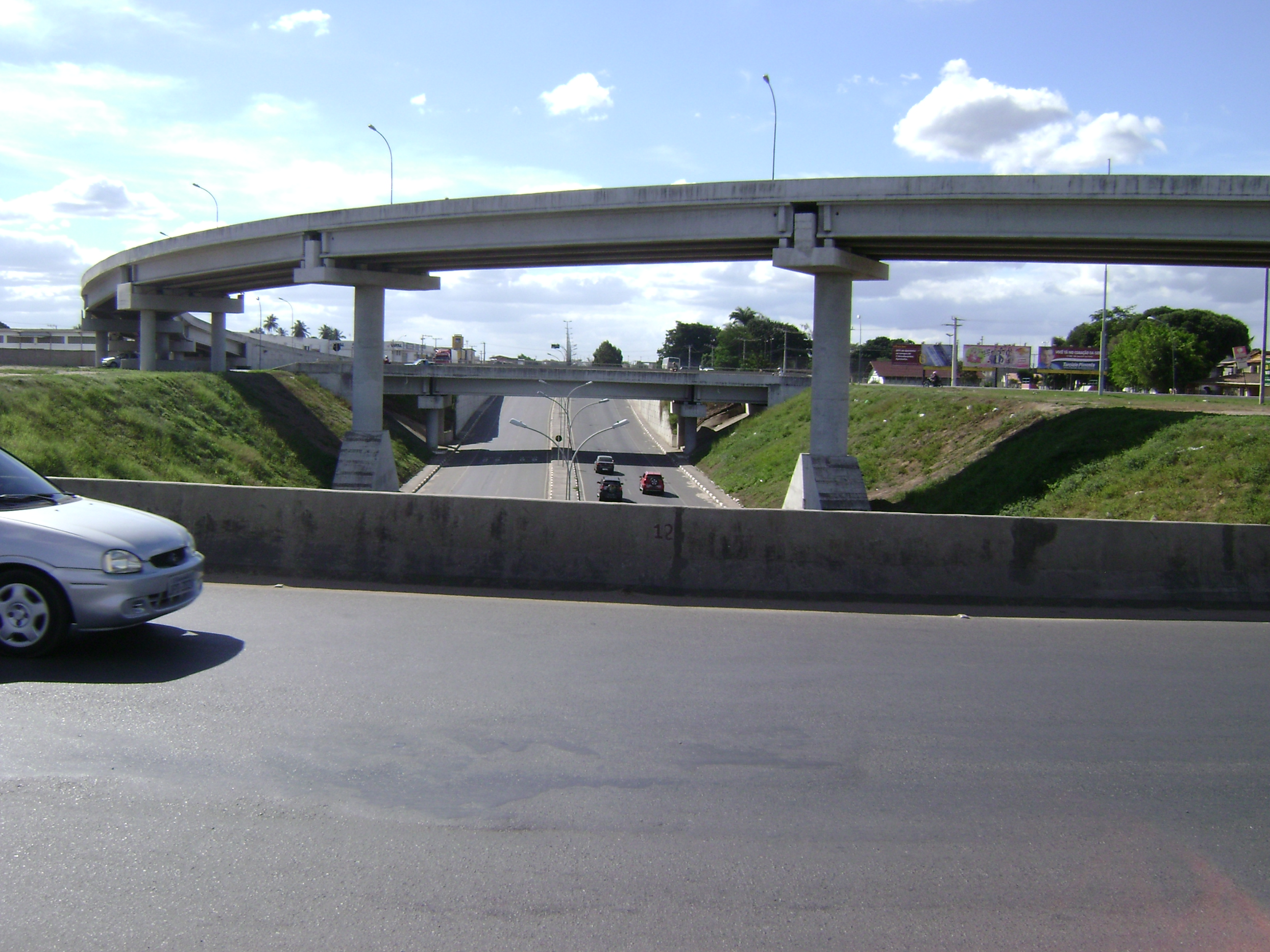
Complexo de viadutos no encontro das BRs 116 e 324 em Feira de Santana, Bahia.

Sistema rodoviário brasileiro, com as rodovias duplicadas destacadas em vermelho

Seu sistema ferroviário ainda é precário, porém estão em curso obras como a Ferrovia Transnordestina, que ligará o Porto de Suape, na Região Metropolitana do Recife, ao Porto de Pecém, na Região Metropolitana de Fortaleza, cruzando praticamente todo o território de Pernambuco e Ceará e ligando esses dois estados ao estado do Piauí, e permitirá o escoamento da produção agrícola do sudoeste do Piauí e do Vale do São Francisco e a produção do pólo gesseiro de Araripina a um menor custo, o que tornará os preços mais competitivos; e a Ferrovia Oeste-Leste, que ligará a cidade de Figueirópolis no Tocantins ao Porto Sul em Ilhéus na Bahia e permitirá o escoamento de soja dos estados de Mato Grosso, Goiás e Tocantins e do oeste da Bahia bem como minério de ferro, urânio, cacau e celulose do sul da Bahia.
A ferrovia Norte-Sul e a ferrovia Carajás, no Maranhão, constituem importantes corredores logísticos, transportando o minério de ferro da Serra dos Carajás no Pará e escoando a produção agrícola do sul do Maranhão, Tocantins, Goiás e Mato Groso, com destino ao portos de Itaqui e Ponta da Madeira, em São Luís. Outros produtos também são transportados, como celulose e combustíveis.
Suas cidades mais importantes dispõem de adequada estrutura aeroportuária, sendo os aeroportos de Recife, Salvador e Fortaleza os maiores. Os principais aeroportos do Nordeste recebem milhões de turistas anualmente e mantêm voos regulares para as principais cidades da Europa e Estados Unidos, sendo que o do Recife é o mais movimentado aeroporto de todo Norte e Nordeste brasileiro, e o oitavo do país.
As cidades de Recife, Salvador, Fortaleza e Teresina dispõem de sistema de metrô. Há também projetos de metrô de superfície (VLT) em estudo para serem implantados em Natal  e João Pessoa. O de Maceió já está em operação. Outros projetos fora das capitais são os VLT do Cariri em Juazeiro do Norte e o de Arapiraca.

### Movimentação dos Portos de Cargas
| PORTO                 | UF | MOVIMENTAÇÃO (tn.)  |
| --------------------- | -- | ------------------- |
| Ponta da Madeira      | MA | 160 milhões (2018)  |
| Porto de Suape        | PE | 23,4 milhões (2018) |
| Porto do Itaqui       | MA | 22,4 milhões (2018) |
| Porto do Pecém        | CE | 17,2 milhões (2018) |
| Porto de Aratu        | BA | 6,5 milhões (2018)  |
| Porto do Mucuripe     | CE | 4,9 milhões (2018)  |
| Porto de Salvador     | BA | 4,4 milhões (2018)  |
| Porto de Areia Branca | RN | 2,4 milhões (2018)  |
| Porto de Cabedelo     | PB | 1,2 milhões (2018)  |
| Porto de Jaraguá      | AL | 1,2 milhões (2018)  |
| Porto de Natal        | RN | 0,7 milhões (2018)  |
| Porto de Ilhéus       | BA | 0,2 milhões (2018)  |

### Movimentação dos Aeroportos de Passageiros[17]
| AEROPORTO                                    | UF | PASSAGEIROS        |
| -------------------------------------------- | -- | ------------------ |
| Aeroporto Internacional do Recife-Guararapes | PE | 8,3 milhões (2018) |
| Aeroporto Internacional de Salvador          | BA | 7,7 milhões (2018) |
| Aeroporto Internacional de Fortaleza         | CE | 6,5 milhões (2018) |
| Aeroporto Internacional de Natal             | RN | 2,4 milhões (2018) |
| Aeroporto Internacional de Maceió            | AL | 2,2 milhões (2018) |
| Aeroporto de Porto Seguro                    | BA | 1,7 milhões (2018) |
| Aeroporto Internacional de São Luís          | MA | 1,6 milhões (2018) |
| Aeroporto Internacional de João Pessoa       | PB | 1,4 milhões (2018) |
| Aeroporto Internacional de Aracaju           | SE | 1,2 milhões (2018) |
| Aeroporto de Teresina                        | PI | 1,1 milhões (2018) |

### Malha Rodoviária em Pista Dupla
| Posição | Unidade Federativa  | Pista dupla (km²) |
| ------- | ------------------- | ----------------- |
| 1       | Pernambuco          | 462,8             |
| 2       | Paraíba             | 280,8             |
| 3       | Ceará               | 230,3             |
| 4       | Sergipe             | 187,0             |
| 5       | Bahia               | 176,3             |
| 6       | Rio Grande do Norte | 152,1             |
| 7       | Alagoas             | 98,9              |
| 8       | Maranhão            | 82,5              |
| 9       | Piauí               | 48,5              |

### Malha Ferroviária

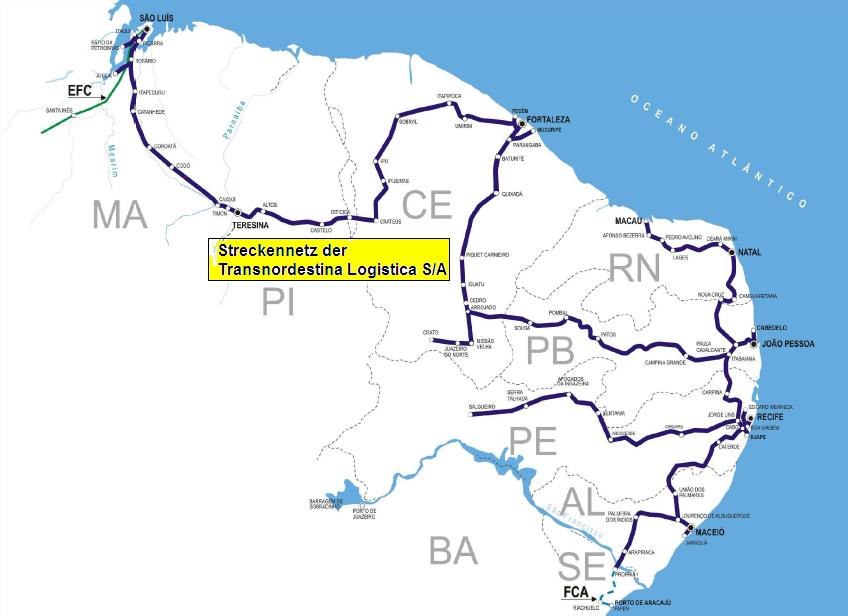
Transnordestina em Bitola Métrica

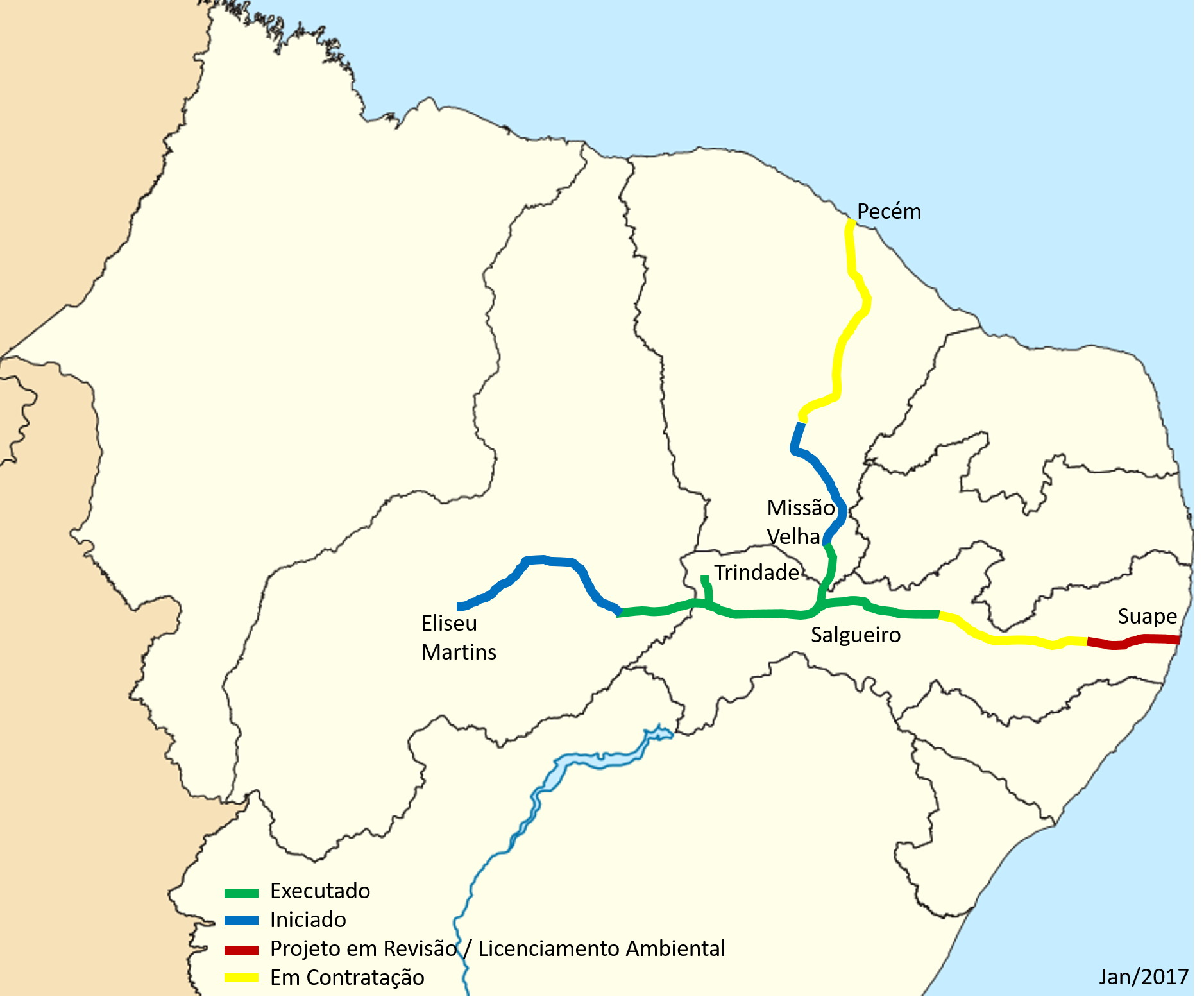
Transnordestina em Bitola Larga

| FERROVIA                                     | EXTENSÃO | BITOLA  |
| -------------------------------------------- | -------- | ------- |
| Ferrovia Carajás                             | 892 km   | Larga   |
| Ferrovia Norte-Sul                           | 2 184 km | Larga   |
| Ferrovia São Luís-Teresina                   | 454 km   | Métrica |
| Ferrovia Teresina-Parnaíba                   | 340 km   | Métrica |
| Ferrovia Teresina-Fortaleza                  | 696 km   | Métrica |
| Ferrovia Salvador-Recife                     | 893 km   | Métrica |
| Transnordestina (EF-232 e EF-116)*           | 1 753 km | Larga   |
| Ferrovia Oeste-Leste (EF-334)**              | 1 527 km | Larga   |
| (*) Em construção (**) Projetos de ferrovias |          |         |

## Polos petrolíferos
Abaixo estão alguns dos Polos Petrolíferos do Nordeste do Brasil, com produção média diária de barris de petróleo e de gás natural, com valores aproximados em 2019.
| Pólo                     | Localização         | Nº Campos | Barris de Petróleo /dia | m³ GLP /dia |
| ------------------------ | ------------------- | --------- | ----------------------- | ----------- |
| Polo de Pilar            | Alagoas             | 7         | 2.348                   | 856.000     |
| Polo Alagoas             | Alagoas             | 7         | 2.300                   | 878.000     |
| Polo Bahia Terra         | Bahia               | 28        | 14.300                  | 642.600     |
| Polo Buracica            | Bahia               | 7         | 3.940                   | 32.000      |
| Polo Miranga             | Bahia               | 9         | 1.584                   | 606.000     |
| Polo Recôncavo           | Bahia               | 14        | 2.762                   | 588.100     |
| Polo Rio Ventura         | Bahia               | 8         | 1.538                   | 43.400      |
| Polo Tucano Sul          | Bahia               | 4         | 0                       | 29.200      |
| Polo Ceará               | Ceará               | 4         | 4.698                   | 76.900      |
| Polo Fazenda Belém       | Ceará               | 2         | 1.549                   | 1.240       |
| Polo Potiguar            | Rio Grande do Norte | 26        | 23.000                  | 124.000     |
| Polo Riacho da Forquilha | Rio Grande do Norte | 34        | 8.748                   | 332.000     |
| Polo Macau               | Rio Grande do Norte | 7         | 6.041                   | 172.500     |
| Polo Carmópolis          | Sergipe             | 11        | 10.452                  | 72.900      |
| Polo Sergipe Terra 1     | Sergipe             | 6         | 128.900                 | 6.500       |
| Polo Sergipe Terra 3     | Sergipe             | 1         | 2.616                   | 2.500       |
| Polo Sergipe Terra 2     | Sergipe             | 3         | 5.682                   | 36.900      |